# Quauhquecholteca
Quauhquecholteca (Quauhquechollan-Xelhua; MexSp. Quauhquecholtechi; dolazi od quauh  “orao” ) su Nahua narod u Meksiku čije je središte bio grad Quauhquechollan (današnji San Martín Huaquechula) u Puebli.
Oko 1400. godine ovo pleme naseljavalo je grad San Martín Huaquechula, jugoistočno od današnjeg glavnog grada Meksika. Dolaskom Španjolaca oni se 1520. priključuju Španjolcima u osvajanjima središnjim Meksikom, očito nadajući se oslobađanju od astečke tiranije. 
Quauhquecholteca su se riješili astečke tiranije, ali nakon što su poslužili Španjolcima bijahu i sami uništeni.

## Vanjske poveznice
- Conquerors' Hopes Dashed
- Precolombiane  Arhivirana inačica izvorne stranice od 16. prosinca 2005. (Wayback Machine)